# Абхаски језик
Абхаски језик (абх. аҧсуа бызшәа) је северозападнокавкаски језик. Говори га више од 100.000 људи у Абхазији.
Абхаски језик се дели на три главна дијалекта:
- Абжиуа (абх. Абжьыуа)
- Бзип
- Садз

Стандардни абхаски језик је базиран на дијалекту абжиуа.
Интересантна је чињеница да је 1954. године, приликом прављења новог ћириличног писма за овај језик, из српске азбуке позајмљено слово „џ” уместо уобичајеног диграфа „дж” (који користе руски језик и већина других језика на нереформисаној ћирилици) за звучни ретрофлексни сибилант.